# Dorel Schor
Dorel Schor (semna și Dorel Șora; n. 30 iulie 1939, Iași, România – d. 8 iulie 2023) a fost un scriitor umorist, gazetar și cronicar plastic israelian de limbă română.
A fost absolvent al Institutului de Medicină și Farmacie din Iași din 1962.
A fost medic specialist dermato-venerolog și sexolog. A fost titularul unor rubrici (umor, aforisme, medicină, artă plastică) în publicațiile de limba română din Israel – „Orient Expres”,„Ultima Oră”, "Expres Magazin" și "Minimum"(sub redacția lui Alexandru Mirodan).

## Volume publicate
- Șarpele și Cupa
- Zmeul cel mic
- Amărâtul fericit
- Doctor în umor
- Consultații gratuite
- Înger cu coarne
- Toate spectacolele sunt unice
- Zambeste, maine va fi mai rau
- El traje de Adan (Costumul lui Adam) - in spaniola
- Sa fim seriosi - Umor cumsecade, Evreiesc (Opera Omnia)
- Chemati doctorul (Edit. Ofakim Itonut - Tel Aviv, Israel si Rexlibris Media Group Sydney, Australia)
- Cine sună la ușă? ( editura SAGA - Israel)

Cărți apărute on-line:
- Realismul intersectat
- Puritatea expresiei
- Despre ingemanarea muzelor
- Aventura spirituala
- Cine sună la ușă?

În antologii: 
- "Generația confruntărilor" / Solo Har, Tel Aviv 1994, Editura Papirus, Colecția Izvoare /
- "The Challenged Generation" /Solo Har-Herescu, București 1997, Editura Hasefer, editie bilingva româno-engleză /
- "5000 ani de umor evreiesc" /O antologie subiectivă de Teșu Solomovici, București 2002,Editura Teșu /
- "Scriitori din Țara Sfântă", vol III, / Ion Cristofor, Cluj 2004, Editura Napoca Star /
- "Medici-scriitori de limba română din Israel" /Alexandru Marton, Ierusalim, 2002/
- "35 de ani sub semnul maestrului" /Academia libera Pastorel Iasi ,2010/
- "Literatura artistica a medicilor" /Mihail Mihailide, Viata Medicala Romaneasca, 2009/

## Premii
- Premiul întâi pentru proză la Concursul Internațional de Umor(2008)- Uniunea Scriitorilor din România, filiala Iași.
- Premiul "Ianculovici" pentru Cultură și Artă(2009) Israel.
- Membru de onoare al Academiei de Umor "Păstorel", România.

## Alte colaborări
- România: Timpul, Cronica, Booklook, Crai Nou, Lumea sub lupă.
- Canada: Observatorul, Semnalul.
- Australia: Zona interzisa, Monitorul cultural.
- Statele Unite: Romanian VIP (Texas), Phoenix (Arizona).